# حبيب الدبابي
حبيب الدبابي (بالفرنسية: Habib Debbabi)‏ ولد في 2 أبريل 1967 بجرجيس. هو سياسي تونسي ينتمي لحركة النهضة.

عين في منصب كاتب دولة لدى وزير تكنولوجيا الاتصال والاقتصاد الرقمي أنور معروف مكلف بالاقتصاد الرقمي في حكومة يوسف الشاهد في 27 أغسطس 2016.

## السيرة الذاتية
تحصل حبيب الدبابي على ماجستير في العلوم اختصاص شبكات الراديو والاتصال من جامعة فرساي في فرنسا. 

شغل عدة مناصب إدارية لدى مشغلين ومصنعين للهواتف خاصة في الشرق الأوسط، كما تقلد منصب رئيس مجلس إدارة فرع شركة هافاس الفرنسية في تونس وأسس مكتبه للاستشارات، وهو كذلك خبير في تطوير الأعمال لدى شركة إريكسون السويدية. 

بين 2012 و2014، كان مستشارا أولا لدى في تكنولوجيا المعلومات والاتصالات لدى وزير تكنولوجيا المعلومات والاتصال.

في 27 أغسطس 2016، عين في منصب كاتب دولة لدى وزير تكنولوجيا الاتصال والاقتصاد الرقمي أنور معروف مكلف بالاقتصاد الرقمي.

## مقالات ذات صلة
- حركة النهضة (تونس).